# Andrés Oña
Cristian Andrés Oña Alcocer (Sangolquí, 23 gennaio 1993) è un calciatore ecuadoriano, centrocampista del Vinotinto.

## Caratteristiche tecniche
Nato a Sangolquí, possiede una tecnica molto raffinata, ha buon dinamismo e senso tattico.

## Carriera

### Club
Ha esordito nel 2010 in prima squadra dove ricopre il ruolo di trequartista.

### Nazionale
Nel 2011 viene convocato nell'Under-20 per prendere parte al campionato mondiale di calcio Under-20.